# 小行星5484
小行星5484（英語：5484 Inoda）是一颗围绕太阳公转的小行星。1990年11月7日，浦田武在清水町发现了此天体。
这颗小行星的绝对星等为110.31917等。